# إديسون هورتادو
إديسون هورتادو (بالإسبانية: Edison Hurtado)‏ هو مصارع رياضي كولومبي، ولد في 25 يوليو 1972 في توماكو في كولومبيا.

## وصلات خارجية
- إديسون هورتادو على موقع قاعدة بيانات المصارعة الدولية (الإنجليزية)
- إديسون هورتادو على موقع أوليمبيديا (الإنجليزية)